# 萨尔河
萨尔河（法語：Saare，法語發音：[saʁ]，德語發音：[zaːɐ̯] ⓘ）发源于法国阿尔萨斯和洛林边境的孚日山脉，向西流经德国，最终在孔茨注入摩泽尔河，全长246公里。
萨尔河流经的主要城镇有：
- 法国：
  - 摩泽尔省：阿布雷什维莱尔、萨尔堡、萨尔格米讷
  - 下莱茵省:
- 德国
  - 萨尔州：萨尔布吕肯、萨尔路易、梅尔齐希
  - 莱茵兰-普法尔茨州：萨尔堡、孔茨

联合国教科文组织世界文化遗产弗尔克林根钢铁厂就位于萨尔河畔。